# Jungreformatorische Bewegung
Die Jungreformatorische Bewegung war eine Gruppe evangelischer Pastoren und Theologen, die sich im Mai 1933 gegen die Deutschen Christen (DC) und deren kirchenpolitische Ziele zusammenschlossen. Damit begann der Kirchenkampf innerhalb der Deutschen Evangelischen Kirche (DEK) in der Zeit des Nationalsozialismus. Zusammen mit dem im September 1933 gegründeten Pfarrernotbund bildete die Gruppe der Jungreformatoren eine Wurzel der im Mai 1934 gegründeten Bekennenden Kirche. Organ der Jungreformatorischen Bewegung war seit 1933 die Zeitschrift Junge Kirche.

## Entstehung
Nachdem Adolf Hitler den deutschen Kirchen in seiner Regierungserklärung vom 23. März 1933 Bestandswahrung und Nichteinmischung in ihre Angelegenheiten zugesagt hatte, erhielten die DC enormen Zulauf unter den evangelischen Christen und meldeten ihre Forderung an, den bis dahin losen Deutschen Evangelischen Kirchenbund von 28 konfessionsgebundenen Landeskirchen zu einer nach dem Führerprinzip geleiteten „Reichskirche“ zu vereinheitlichen.
Um dieser Entwicklung zuvorzukommen, bildeten Hermann Kapler, Präsident des Evangelischen Oberkirchenrats der Altpreußischen Union, August Marahrens, lutherischer Landesbischof von Hannover, und Hermann Albert Hesse, Direktor des reformierten Predigerseminars in Wuppertal-Elberfeld, in Loccum einen Ausschuss, der eine neue Kirchenverfassung ausarbeiten sollte. Sie wollten die lutherischen, reformierten und unierten Bekenntnisschriften als Glaubensgrundlage bewahren, aber ebenfalls einen Reichsbischof an die Spitze stellen.
Nach einer Unterredung Kaplers mit Hitler ernannte dieser am 25. April den Wehrkreispfarrer Ludwig Müller zu seinem „persönlichen Bevollmächtigten in Kirchenfragen“. Daraufhin erhoben die DC ihn zu ihrem „Schirmherrn“ und forderten das Amt des Reichsbischofs für ihn. Der Verfassungsausschuss musste Müller hinzuziehen. Die DC stellten am 4. Mai 10 Richtlinien vor, um den Viererausschuss in ihrem Sinn zu beeinflussen, und forderten eine „Urwahl“ unter Beteiligung aller evangelisch Getauften. Der radikale Flügel um Joachim Hossenfelder wollte bereits in sämtliche Leitungsgremien der Landeskirchen zugelassen werden.
Müller suchte nun einen Ausgleich und gab seinerseits am 14. Mai 10 Thesen heraus, für die er Hitlers Zustimmung eingeholt hatte. Diese sahen vordergründig die „völlige Bewahrung des Bekenntnisstandes der Reformation“ ohne Ausschluss der Judenchristen und die Wahl des Reichsbischofs durch die bereits amtierenden Kirchenvertreter vor. So wollte Müller sich freie Hand verschaffen, die Landeskirchenleitungen schrittweise zu entmachten und das Amt des Reichsbischofs für sich anzustreben. Damit konnte er Hossenfelder und die Landeskirchenvertreter zunächst einbinden.
Doch gegen den Führungsanspruch der DC regte sich nun Widerstand. Ein Kreis junger Pastoren in Berlin trat am 9. Mai mit einem Gegenaufruf an die Öffentlichkeit: Zwar bejahten auch sie den neuen deutschen Staat, sahen die Kirche in „unlöslichem Dienst an das deutsche Volk“ gebunden und forderten einen Generationswechsel in den Leitungsämtern der Kirchen. Aber die ersten Sätze machten bereits einen fundamentalen Widerspruch zu den DC klar:
Wir fordern, dass bei den kommenden Entscheidungen einzig und allein aus dem Wesen der Kirche heraus gehandelt wird.
Wir fordern, dass die Kirche den ihr von Gott gegebenen Auftrag in voller Freiheit von aller politischen Beeinflussung erfüllt. […]
Wir lehnen im Glauben an den Heiligen Geist grundsätzlich die Ausschließung von Nichtariern aus der Kirche ab.
Die Ernennung eines Reichsbischofs hat umgehend, und zwar durch das bestehende Direktorium, zu erfolgen.
Als Kandidat für dieses Amt wurde der angesehene Betheler Pastor Friedrich Bodelschwingh (1877–1946) vorgeschlagen. Sprecher der Gruppe waren:
- Otto Riethmüller, Leiter des Burkhardthauses in Berlin-Dahlem,
- Walter Künneth, Leiter der Apologetischen Zentrale in Spandau,
- Hanns Lilje, Generalsekretär der Deutschen Christlichen Studentenvereinigung (DCSV).

Das Echo auf diesen Vorstoß war enorm. Aus dem ganzen Reich kam Zustimmung; auch Martin Niemöller schloss sich wenige Tage darauf der neuen Bewegung an. Damit war der Durchmarsch der DC fürs Erste verhindert und eine Alternative zu deren Inhalten und Vorgehen öffentlich diskutierbar geworden.

## Machtkampf
Noch bevor der Loccumer Verfassungsentwurf fertiggestellt war, berief der Ausschuss die Kirchenführer am 26. Mai zur vorgezogenen Wahl des Reichsbischofs ein. Diese fühlten sich überrannt und waren uneins; einige lutherische Landeskirchen vertraten die Ansicht, ein „bedingungsloses Ja“ zum Nationalsozialismus sei das Gebot der Stunde und schlugen Müller vor. Dieser erschien  bei dem Treffen, empfahl sich selbst mit einer Wahlrede und drohte mit Kampf, falls man sich nicht mit den DC verständige. Nur der brandenburgische Superintendent Otto Dibelius wagte daraufhin, Bodelschwingh als Gegenkandidaten vorzuschlagen. Im ersten Wahlgang erhielt keiner der beiden eine Mehrheit. Doch im Schlusswahlgang am Folgetag erhielt Bodelschwingh die Mehrheit von 24 Stimmen bei nur drei Gegenstimmen. Obwohl er nur widerstrebend gegen Müller kandidiert hatte, nahm er das Amt nun entschlossen an.
Daraufhin sagte Hitler ein geplantes Treffen mit Kapler sofort ab. Zudem stellte das Kanzleramt den DC den gesamten Propagandaapparat der NSDAP für ihren Kampf gegen Bodelschwingh zur Verfügung. Die evangelischen Mitglieder der SA, SS und sämtlicher Unterorganisationen wurden angewiesen, Protesttelegramme an den Loccumer Ausschuss, den Reichspräsidenten und an Hitler selbst zu senden.
Kapler, wenig später auch Bodelschwingh traten daraufhin von ihren Ämtern zurück. Auch die Bischöfe, die ihn gewählt hatten, zogen ihre Unterstützung für ihn zurück. Das Kultusministerium wertete die Ernennung eines Nachfolgers für Kapler ohne Rücksprache mit den staatlichen Stellen als Bruch des noch gültigen Kirchenvertrags von 1931 und ernannte August Jäger zum Staatskommissar für die preußischen Landeskirchen. Dieser entließ den bisherigen Oberkirchenrat, darunter Dibelius, und besetzte ihn neu mit Vertretern der DC. Ludwig Müller machte sich selbst zu deren Leiter.
Am 11. Juli war der neue Verfassungsentwurf unter Mitwirkung von Marahrens und Hesse fertiggestellt. Er wurde als Reichsgesetz verkündet und zugleich wurden Kirchenwahlen für den 23. Juli angesetzt. Die Frist war bewusst knapp gewählt, um der innerkirchlichen Opposition keine Zeit zur Organisation zu geben.

## Die Kirchenwahl
Am Vorabend der Wahl erklärte Hitler im Rundfunk, die DC seien die einzige Gruppe, die die „innere Freiheit des religiösen Lebens“ garantieren könne und sich zugleich für die Freiheit der Nation einsetzen wolle. Daraufhin errangen diese am 23. Juli 1933 einen Erdrutschsieg und gewannen in fast allen Landeskirchen eine Mehrheit von etwa zwei Dritteln aller abgegebenen Stimmen. Danach ergriffen sie in einigen Landeskirchen und vielen reichsweiten DEK-Gremien die Führungsämter.
Bei der DEK-Synode am 6. September 1933 wählten die Delegierten aller Kirchengruppen, auch die der unterlegenen Jungreformatoren, Ludwig Müller einstimmig zum neuen Reichsbischof. Am 29. September trat er sein Amt an. Dies stärkte den Einfluss der DC auch in den Landeskirchen, die noch von ihren Gegnern geleitet wurden. Von nun an führten die DC-geführten Landeskirchen Arierparagraphen für Geistliche und Beamte ein.
Nach Müllers Wahl bildete sich der Pfarrernotbund, um Judenchristen vor Ausgrenzung zu schützen.

## Weitere bekannte Mitglieder
- Eberhard Baumann
- Friedrich Brunstäd
- Hans Dannenbaum
- Martin Doerne
- Eduard Ellwein
- Theodor Ellwein
- Henning Fahrenheim
- Walter Gabriel
- Friedrich Gogarten
- Theodor Heckel
- Karl Heim
- Ludwig Heitmann
- Gottfried Holtz
- Gerhard Jacobi
- Walter Justus Jeep
- Siegfried Knak
- Heinrich Lachmund
- Wilhelm Lütgert
- Eberhard Müller
- Hans-Rudolf Müller-Schwefe
- Ernst Otto
- Ottmar Palmer
- Anna Paulsen
- Eitel-Friedrich von Rabenau
- Karl Bernhard Ritter
- Friedrich Schauer
- Karl von Scheven
- Helmuth Schreiner
- Johannes Schwartzkopff
- Carl Gunther Schweitzer
- Wilhelm Stählin
- Reinold von Thadden-Trieglaff
- Magdalene von Tiling
- Johannes von Walter
- Hans von Wedemeyer
- Heinz-Dietrich Wendland
- Wilhelm Zinn